# Tachov
Tachov (tyska: Tachau) är en stad i Böhmen i Tjeckien med 12 609 invånare (2016).